# Miguel López González
Miguel López González (1907-1976) fue un arquitecto español.

## Biografía
Nació en 1907 en Valencia. Vinculado al Movimiento Moderno, trabajó principalmente en la provincia de Alicante, aunque también hay obras suyas por otros puntos de la geografía española. Fue autor de proyectos para edificios como el Edificio Galiana (1934), Edificio La Adriática (1936), Instituto Provincial de Higiene, Sanatorio del Perpetuo Socorro, grupos escolares de Novelda (1933), San Fulgencio (1935), Pinoso (1936), Casa del Pueblo de Novelda (1937),, el proyecto de ordenación (1944) de la hoy Plaza del Ayuntamiento alicantina —junto con Manuel Muñoz Monasterio— llevado a cabo tras la Explosión de una armería en Alicante (1943) o el hotel Gran Sol (1968), entre otros muchos inmuebles. Falleció en 1976.